# Хосе Дуранд Лагуна
Хосе Мануел Дуранд Лагуна (7. новембар 1885 — 1. фебруар 1965) био је аргентински фудбалски тренер који је био селектор парагвајске репрезентације на Копа Америци 1921. и 1929. и ФИФА Светском првенству 1930.
Лагуна је рођен у Буенос Ајресу у Аргентини, а умро је у 79. години у Асунсиону у Парагвају.